# Menlyn Park
Menlyn Park est un centre commercial géant situé à Pretoria en Afrique du Sud. 

## Historique
Il est inauguré en 1979.

## Caractéristiques
250 magasins et boutiques, 20 salles de cinéma dont 2 de iMAX, 1 cinéma en plein-air, 50 restaurants et terrasses, 5000 places de parking sur 6 étages. 
Menlyn Park est le deuxième grand centre commercial d'Afrique avec 177 000 m².